# Tarte au riz
Pour les articles homonymes, voir Blanke.
La tarte au riz ou blanke dorêye (« tarte blanche » en wallon liégeois) est une pâtisserie provenant de l'ancienne Principauté de Liège.
Très populaire dans les provinces du Limbourg belge, du Limbourg néerlandais et de Liège, elle y est commercialisée dans toutes les boulangeries-pâtisseries. Elle est alors consommée à domicile, souvent saupoudrée de sucre glace, en dessert ou au goûter.

## Composition
Il s'agit d'une abaisse en pâte levée, garnie de riz au lait mélangé avec de l'œuf, et cuite au four à haute température.
À Verviers, le riz est cuit au bain-marie avec du lait provenant des fermes du plateau de Herve. Ce procédé y est défendu par la confrérie Seigneurie de la Vervi-riz.
Dans certaines régions, comme à Verviers, des boulangers ajoutent du macaron écrasé au riz au lait qui est alors recouvert d'un autre macaron écrasé mélangé à du blanc d’œuf et du sucre semoule avant enfournage. Dans le Limbourg belge ou en Allemagne, la tarte peut être garnie de cerises ou d'autres fruits rouges.

## Étymologie
Au XIXe siècle, le mot s'écrivait doraie. À Liège, la doraie était aussi appelée floyon ce qui signifie « flan ».

## Autresdorêyes[4]
- Toujours dans les mêmes régions, la neur dorêye (« tarte noire » en wallon liégeois). La pâte levée est garnie de raisins de Corinthe noirs ou de pruneaux mais, à l'origine, il s'agissait de pommes ou de poires tapées.
- Dans le Brabant wallon, la blanke doréye est une tarte au fromage blanc mélangé à de l'amande douce mondée.
- Dans le Hainaut, la doréye di fleuru (« tarte de Fleurus ») est une tarte dans laquelle du bernardin[note 1] écrasé est incorporé au riz au lait.

## Polémique
En juin 2016, l'AFSCA critique l'utilisation de lait non pasteurisé dans la recette vérviétoise et surtout la conservation à température ambiante. Cette critique émeut l'opinion publique et une partie du monde politique qui en parle notamment à la Chambre ou sur les réseaux sociaux. Fin septembre 2016, Willy Borsus, ministre tutelle de l'AFSCA annonce que la tarte au riz traditionnelle et conservée hors du frigo est sauvée.